# إسماعيل كيرتز
إسماعيل كيرتز (بالبرتغالية: Ismael Kurtz‏) هو مدرب كرة قدم ولاعب كرة قدم برازيلي، ولد في 23 يناير 1939 في البرازيل.